# 蓋恩冰川
71°1′S 61°25′W / 71.017°S 61.417°W
蓋恩冰川（英語：Gain Glacier）是南極洲的冰川，位於帕爾默地東岸，發源自卡特嶺，最終在伊姆紹格半島和莫倫西島之間注入威德爾海，由美國地質調查局繪入地圖，現時由南極條約體系管理。